# 弗罗尔·科兹洛夫
弗罗尔·罗曼诺维奇·科兹洛夫，（俄语：Фрол Рома́нович Козло́в，1908年8月5日（格里历：8月18日）—1965年1月30日）苏联党和国家领导人，曾任联共（布）列宁格勒市委第一书记、苏共列宁格勒州委第一书记、俄罗斯苏维埃联邦社会主义共和国部长会议主席、苏联部长会议第一副主席、苏共中央书记处书记等职。

## 生平
- 1908年8月5日（格里历：8月18日）出生于沙俄梁赞省卡西莫夫地区洛希利诺村一个农民家庭。1923年参加工作，在当地红色纺织厂做工人，同时在工厂夜校学习。1923年11月加入共青团。
- 1925年当选工厂团支部执行书记。1926年加入联共（布）。
- 1926年10月-1927年7月，红色纺织厂团支部书记。
- 1927年7月-1928年9月，共青团梁赞省委委员，卡西莫夫地区团组织工作。
- 1928年9月-1929年9月，列宁格勒共产主义大学学习。
- 1929年9月-1931年8月，列宁格勒矿业学院的地质勘探系学习。
- 1931年9月-1936年6月，列宁格勒冶金学院（1934年并入列宁格勒理工学院）学习，获得冶金工程师资格。
- 1936年8月-1939年，伊热夫斯克冶金厂值班主任，轧钢车间主任。
- 1939年-1940年，联共（布）伊热夫斯克冶金工厂党组成员，厂党委书记。
- 1940年3月-1944年5月，联共（布）伊夫斯克市委书记。
- 1944年5月-1947年3月，联共（布）中央人事部组织员，督导员。
- 1947年3月-1949年10月，联共（布）古比雪夫州委第二书记，主管负责工业、建筑和运输工作。
- 1949年10月-12月，联共（布）列宁格勒基洛夫工厂党组织员。
- 1949年12月-1950年1月，联共（布）列宁格勒市委第二书记。
- 1950年1月-1952年7月，联共（布）列宁格勒市委第一书记。
- 1952年7月-1953年4月，苏共列宁格勒州委第二书记。
- 1953年4月-11月，苏共列宁格勒州委书记。
- 1953年11月-1957年12月，苏共列宁格勒州委第一书记。
- 1957年12月-1958年3月，俄罗斯苏维埃联邦社会主义共和国部长会议主席。
- 1958年3月-1960年5月，苏联部长会议第一副主席。
- 1960年5月-1964年11月，苏共中央书记处书记。
- 1964年11月起退休。
- 1965年1月30日于莫斯科逝世，享年56岁。葬于克里姆林宫红场墓园。

科兹洛夫是苏共19-22大代表；第19-22届中央委员，第20届中央主席团（政治局）候补成员，第20-22届中央主席团成员；第3-6届苏联最高苏维埃联盟院代表，第4-6届俄罗斯苏维埃联邦社会主义共和国最高苏维埃代表。

## 荣誉
- 社会主义劳动英雄（1961）
- 四次列宁勋章（1955,1957,1858,1961）
- 二级卫国战争勋章（1945）
- 两次劳动红旗勋章（1944,1948）
- 红星勋章（1942）[3]